# وینکو (پنسیلوانیا)
وینکو (به انگلیسی: Vinco) یک منطقهٔ مسکونی در ایالات متحده آمریکا است که در شهرستان کمبریا، پنسیلوانیا واقع شده‌است. وینکو ۱۰٫۱ کیلومتر مربع مساحت و ۱٬۳۰۵ نفر جمعیت دارد و ۵۲۹٫۴۴ متر بالاتر از سطح دریا واقع شده‌است.